# Volker Gantner
Volker Gantner (* 30. Januar 1945 in Ludwigsburg) ist ein deutscher Kommunalpolitiker. Von 1985 bis 2008 war er Oberbürgermeister von Herrenberg.

## Leben und politische Karriere
Volker Gantner studierte Jura und promovierte 1983 an der Universität Tübingen zum Thema Verursachung und Zurechnung im Recht der Gefahrenabwehr. 1985 wurde Gantner von 57 Prozent der Wähler zum Oberbürgermeister von Herrenberg gewählt, wo er Heinz Schroth ablöste. Er wurde 1993 von 87 Prozent der Wähler für eine zweite Amtszeit als Herrenberger Stadtoberhaupt bestätigt. 2001 wurde er mit einem Wahlergebnis von 95 Prozent erneut wiedergewählt.
Gantner trat zum 31. Januar 2008, dem Folgetag seines 63. Geburtstags, vom Amt des Oberbürgermeisters zurück. Seine Amtsnachfolge trat Thomas Sprißler an.
Volker Gantner war 15 Jahre lang Vorsitzender im Förderverein Naturpark Schönbuch e. V.

## Belege
1. ↑  Volker Gantner: Verursachung und Zurechnung im Recht der Gefahrenabwehr. Tübingen, Univ., Diss., 1982, 1983 (uni-heidelberg.de [abgerufen am 4. Februar 2021]).
2. ↑  Morgen entscheidet Herrenberg gaeubote.de 1. Dezember 2007 (Seite nicht mehr abrufbar, festgestellt im November 2019. Suche in Webarchiven)

| Personendaten    | Personendaten               |
| ---------------- | --------------------------- |
| NAME             | Gantner, Volker             |
| KURZBESCHREIBUNG | deutscher Kommunalpolitiker |
| GEBURTSDATUM     | 30. Januar 1945             |
| GEBURTSORT       | Ludwigsburg                 |